# One Step More and You Die
One Step More and You Die és el segon àlbum d'estudi de Mono. Va ser publicat per la discogràfica Music Mine (Japó), el 2 d'octubre de 2002, i en anys posteriors per Rykodisc (Europa), The Arena Rock Recording Company (Amèrica del Nord),i Temporary Residence Ltd. (arreu del món).
Rebé crítiques positives i va ser comparat amb altres treballs de grups com a Mogwai o Godspeed You! Black Emperor.

## Llistat de pistes
| Núm. | Títol                            | Durada |
| ---- | -------------------------------- | ------ |
| 1.   | «Where Am I»                     | 2:41   |
| 2.   | «Com(?)»                         | 15:53  |
| 3.   | «Sabbath»                        | 4:50   |
| 4.   | «Mopish Morning, Halation Wiper» | 2:54   |
| 5.   | «A Speeding Car»                 | 8:50   |
| 6.   | «Loco Tracks»                    | 6:38   |
| 7.   | «Halo»                           | 7:42   |
| 8.   | «Giant Me on the Other Side»     | 1:37   |